# Bournainville-Faverolles
Bournainville-Faverolles är en kommun i departementet Eure i regionen Normandie i norra Frankrike. Kommunen ligger i kantonen Thiberville som tillhör arrondissementet Bernay. År 2022 hade Bournainville-Faverolles 486 invånare.

## Befolkningsutveckling
Antalet invånare i kommunen Bournainville-Faverolles
Referens:INSEE